# フェルナンド・アラルサ
フェルナンド・アラルサ（スペイン語: Fernando Alarza、1991年3月23日 - ）は、スペイン・カスティーリャ＝ラ・マンチャ州トレド県タラベラ・デ・ラ・レイナ出身のトライアスロン選手。

## 経歴
2015年からフランスのECSトライアスロンに所属している。2015年の世界選手権シリーズではロンドン大会で2位となり、総合5位となった。
2016年リオデジャネイロオリンピックのトライアスロン競技では18位となった。2016年の世界トライアスロン選手権シリーズではケープタウン大会で優勝するなどし、同胞のマリオ・モーラ、イギリスのジョニー・ブラウンリーに次いで総合3位となった。2017年の世界選手権シリーズでは横浜大会で2位、ゴールドコースト大会とリーズ大会で3位となり、総合5位となった。2018年の世界選手権シリーズでは横浜大会で3位となり、総合6位となった。2018年にイギリスのグラスゴーで開催されたヨーロッパ選手権ではフランスのピエール・ル・コーに次いで2位となった。